# Rauðakúla
Rauðakúla är ett berg i republiken Island. Det ligger i regionen Västlandet, 90 km norr om huvudstaden Reykjavík. Toppen på Rauðakúla är 917 meter över havet. Rauðakúla ingår i Ljósufjöll.
Trakten runt Rauðakúla är nära nog obefolkad, med mindre än två invånare per kvadratkilometer. Närmaste större samhälle är Stykkishólmur, omkring 17 kilometer norr om Rauðakúla. Trakten runt Rauðakúla består i huvudsak av gräsmarker.